# Юклід (Огайо)
Юклід (англ. Euclid) — місто (англ. city) в США, в окрузі Каягога штату Огайо. Населення — 49 692 особи (2020).

## Географія
Юклід розташований за координатами 41°35′32″ пн. ш. 81°31′11″ зх. д. / 41.59222° пн. ш. 81.51972° зх. д. (41.592154, -81.519678).  За даними Бюро перепису населення США в 2010 році місто мало площу 29,74 км², з яких 27,53 км² — суходіл та 2,21 км² — водойми.

## Демографія
Згідно з переписом 2010 року, у місті мешкало 48 920 осіб у 22 685 домогосподарствах у складі 12 187 родин. Густота населення становила 1645 осіб/км².  Було 26037 помешкань (876/км²).
Расовий склад населення:
| - 52,6 % — чорних або афроамериканців - 43,8 % — білих - 0,7 % — азіатів - 0,2 % — корінних американців |

До двох чи більше рас належало 2,3 %. Частка іспаномовних становила 1,6 % від усіх жителів.
За віковим діапазоном населення розподілялося таким чином: 22,9 % — особи молодші 18 років, 61,2 % — особи у віці 18—64 років, 15,9 % — особи у віці 65 років та старші. Медіана віку мешканця становила 41,0 року. На 100 осіб жіночої статі у місті припадало 81,1 чоловіків;  на 100 жінок у віці від 18 років та старших — 75,6 чоловіків також старших 18 років.
Середній дохід на одне домашнє господарство  становив 46 784 долари США (медіана — 35 487), а середній дохід на одну сім'ю — 58 953 долари (медіана — 48 714). Медіана доходів становила 40 034 долари для чоловіків та 37 672 долари для жінок. За межею бідності перебувало 20,9 % осіб, у тому числі 31,9 % дітей у віці до 18 років та 13,2 % осіб у віці 65 років та старших.
Цивільне працевлаштоване населення становило 21 572 особи. Основні галузі зайнятості: освіта, охорона здоров'я та соціальна допомога — 30,6 %, виробництво — 14,0 %, роздрібна торгівля — 10,2 %, науковці, спеціалісти, менеджери — 8,5 %.